# La Bougainvillea
La Bougainvillea es un palacete residencial situado en la ciudad de Málaga (España). Situado en un emplazamiento elevado, con vistas a la bahía, se trata de un edificio de estilo ecléctico de tres plantas más torreón, donde se mezclan elementos neomudéjares, neogóticos y modernistas.
Está integrado en La Caleta, en el Paseo de Sancha, distrito Este, zona donde a finales del siglo XIX y principios del XX proliferaron magníficas villas veraniegas de familias de la nobleza y la alta sociedad, como los Álvarez Net, los Loring, los Gross, los Villapadierna, los Peralta, los Vergara Utrera, los Souvirón, los Bolín, los Garrett, los Krauel, los Pérez Bryan, los López Cózar, los García Herrera, los Heredia o los Álvarez de Toledo.

## Historia
La villa fue rediseñada por el arquitecto Fernando Guerrero Strachan, sobre la originaria del diputado del Reino y Subsecretario de Gracia y Justicia,  Ramiro Alonso de Villapadierna; fue reconstruida a principios del siglo XX, en su forma actual, para su prima la condesa de Villapadierna,  Raimunda Avecilla y Aguado, cuando los condes empezaron a ausentarse de Madrid por motivos de salud, cerrando parcialmente el Palacio de Linares de la plaza de Cibeles.

## Características
Se trata de un inmueble de una gran complejidad constructiva y bastante transformado en planta baja, presenta dos unidades bien diferenciadas, la primera contiene elementos neomudéjares y su fachada se desarrolla a dos alturas con cinco vanos de medio punto, a excepción del central de la planta inferior de acceso, que es más ancho y rebajado. Las enjutas de los arcos se decoran con vistosos trabajos de azulejos de cerámica vidriada. Se remata con una balaustrada corrida, interrumpida por pretiles de ladrillo coronados con jarrones de cerámica. En la parte superior se dispone la otra unidad constructiva en estilo neorrenacentista, dominada por una poderosa torre-galería con amplio alero y significativos escudos que enlaza con la arquitectura de Fernando Guerrero Strachan. Fue rehabilitado en 1986 por Valero Navarrete. Cuenta con un acceso independiente con portada de ladrillo, cuyo alfiz enmarca un arco de medio punto que descansa sobre dos destacados salmeres de mármol que apoyan en pequeñas columnas de orden corintio.
Destacan la reinterpretación de estilos históricos como el renacentista y el mudéjar que caracterizan a este inmueble y que se aprecian en otros edificios del mismo contexto urbano. El empleo de la torre-galería, como elemento reinterpretado de la Edad Moderna, relaciona este inmueble con otros, como el del paseo Sancha n.º 11. Además, destaca el uso de materiales como el ladrillo y la cerámica.